# The Saga of Mayflower May
The Saga of Mayflower May è il secondo album in studio non EP della cantautrice statunitense Marissa Nadler, pubblicato nel 2005.

## Tracce
Testi e musiche di Marissa Nadler.
1. Under an Old Umbrella – 4:13
2. The Little Famous Song – 3:14
3. Mr. John Lee (Velveteen Rose) – 3:34
4. Damsels in the Dark – 1:37
5. Lily, Henry, and the Willow Trees – 2:45
6. Yellow Lights – 2:54
7. Old Love Haunts Me in the Morning – 3:07
8. My Little Lark – 2:54
9. In the Time of the Lorry Low – 3:04
10. Calico – 3:30
11. Horses and Their Kin – 4:30